# 海容級防護巡洋艦
| 海容型防護巡洋艦 | 海容型防護巡洋艦 |
| ---------------- | --- |
| 竣工時の「海容」 | |
| 艦級概観         | |
| 艦種             | 防護巡洋艦 |
| 艦名             | |
| 前級             | 海天級 |
| 次級             | 肇和級 |
| 性能諸元         | |
| 排水量           | 常備：2,680トン 満載：2,950トン |
| 全長             | 99.97m |
| 全幅             | 12.42m |
| 吃水             | 5.79m |
| 機関             | 形式不明石炭専焼缶8基 +横置型三段膨張三気筒レシプロ機関2基2軸推進 |
| 最大出力         | 7,500hp |
| 最大速力         | 19.5ノット |
| 航続距離         | 10ノット/2,100海里 |
| 燃料             | 石炭：580トン |
| 乗員             | 将官・上士官：29名 水兵295名 |
| 兵装             | クルップ 1866年型 15cm（40口径）単装速射砲3基 クルップ 1892年型 10.5ｃｍ（40口径）単装速射砲8基 オチキス 4.7cm（43口径）単装機砲6基 マキシム機銃6丁 35.6ｃｍ水中魚雷発射管単装3門 |
| 装甲             | 甲板：32mm（平坦部）、70mm（傾斜部） 主砲防盾：51mm 司令塔：38mm（側盾） |

海容級防護巡洋艦 (ハイヨウきゅうぼうごじゅんようかん) とは清国の北洋艦隊が第一次世界大戦前に就役させた防護巡洋艦の艦級で3隻が就役した。

## 概要
本級は清国海軍が日本海軍に対抗してドイツ・フルカン造船所 に3隻発注した艦級である。1隻当たりの価格は163,000マルク。日清戦争で失われた定遠級と同じ造船所に発注された。

## 艦形
本型の船体形状は乾舷の高い平甲板型船体で艦首水面下に衝角の付く艦首から艦首甲板上に「クルップ 1866年型 15cm（40口径）速射砲」を防盾の付いた単装砲架で並列に片舷1基ずつの計2基、下部に司令塔を組み込んだ船橋を持つ操舵艦橋の背後には頂上部に見張り所を設けたミリタリー・マストが立ち、見張り所には「オチキス 3.7cm単装機砲」が単装砲架で前後のミリタリー・マストに3基ずつの計6基が配置されていた。船体中央部に等間隔に並んだ2本煙突が立つ。煙突の周囲は煙管型の通風筒が立ち並ぶ艦載艇置き場となっていた。舷側甲板上に等間隔に副砲の「10.5cm（40口径）速射砲」が防盾の付いた単装砲架で片舷4基ずつ計8基が配置されていた。艦載艇置き場の後部には基部にクレーンの付く後部ミリタリー・マストが立ち、その後ろの後部甲板上に3番主砲が後向きに1基が配置された。
船体の主甲板は平面部は70mm装甲が貼られ、舷側装甲の代わりに石炭庫を設ける事で敵弾や浸水を石炭で食い止める防御様式と成っていた。

## 武装

### 主砲
主砲はドイツのクルップ社の開発の「1866年型 15cm（40口径）速射砲」を採用した。その性能は重量45.3kgの砲弾を、最大仰角20度で13,700mまで届かせられる性能であった。砲架の俯仰能力は仰角20度・俯角7度である。旋回角度は左右150度の旋回角度を持つ、主砲身の俯仰・砲塔の旋回・砲弾の揚弾・装填は補助に人力を必要とした。発射速度は1分間に4～5発であった。

### その他の備砲・水雷兵装

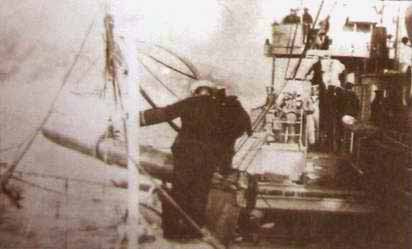
「海琛」の35.6cm魚雷発射管。

副砲は同じくクルップ社の開発の「1892年型 10.5cm（40口径）速射砲」を採用した。その性能は17.4kgの砲弾を、最大仰角30度で12,200mまで届かせられた。俯仰能力は仰角30度・俯角10度である。旋回角度は360度の旋回角度を持つが実際は上部構造物により射界に制限を受けた。砲架の俯仰・旋回・砲弾の揚弾・装填は主に人力を必要とした。発射速度は1分間に15発であった。
他に対水雷艇迎撃用に「オチキス 4.7cm（43口径）速射砲」を単装砲架で6基搭載した。他に対艦攻撃用に35.6cm魚雷発射管を単装で艦首に1基と舷側に片舷1基ずつの計3基を搭載した。
1930年に全艦が対空火器としてヴィッカース 4cm（39口径）単装ポンポン砲1基とマキシム機銃6丁を搭載した。

## 同型艦
- 海容（Hai-Yung）

ドイツ・フルカン造船所にて1897年9月15日起工、1897年12月21日進水、1898年2月12日竣工。1899年に就役。1937年8月11日に南京にて閉塞船として自沈処分。
- 海籌（Hai-Shew）

ドイツ・フルカン造船所にて1897年起工、1897年12月12日進水、1898年12月12日竣工。1899年に就役。1937年8月11日に南京にて閉塞船として自沈処分。
- 海琛（Hai-Shen）

ドイツ・フルカン造船所にて1897年起工、1898年進水、1898年12月12日竣工。1899年に就役。1937年8月11日に南京にて閉塞船として自沈処分。